# تا شب زنده بمان (فیلم)
تا شب زنده بمان (انگلیسی: Live by Night) یک فیلم مهیج جنایی آمریکایی به نویسندگی و کارگردانی بن افلک است که بر اساس رمانی به همین نام در سال ۲۰۱۲، از نویسندهٔ آمریکایی دنیس لهان ساخته شده است. از بازیگران آن می‌توان به بن افلک، ال فانینگ، برندن گلیسون، کریس مسینا، سینا میلر، زویی سالدانیا و کریس کوپر اشاره کرد. فیلم تا شب زنده بمان در تاریخ ۲۵ دسامبر ۲۰۱۶ به صورت اکران محدود در ایالات متحده به نمایش در آمد و سپس توسط برادران وارنر در تاریخ ۱۳ ژانویه ۲۰۱۷ انتشار گسترده شد.